# Classica di San Sebastián 1983
La Classica di San Sebastián 1983, terza edizione della corsa, si svolse il 17 agosto 1983, per un percorso totale di 244 km. La vittoria fu appannaggio del belga Claude Criquielion, che completò il percorso in 6h22'54", precedendo lo spagnolo Antonio Coll ed il tedesco Reimund Dietzen. 
I corridori che tagliarono il traguardo di San Sebastián furono 48.

## Ordine d'arrivo (Top 10)
| Pos. | Corridore              | Squadra            | Tempo    |
| ---- | ---------------------- | ------------------ | -------- |
| 1    | Claude Criquielion     | Euro Shop-Splendor | 6h22'54" |
| 2    | Antonio Coll           | Teka               | a 14"    |
| 3    | Reimund Dietzen        | Teka               | s.t.     |
| 4    | Pedro Delgado          | Reynolds-Galli     | s.t.     |
| 5    | Faustino Rupérez       | Zor-Gemeaz         | s.t.     |
| 6    | Carlos Hernández Bailo | Reynolds-Galli     | s.t.     |
| 7    | Stephen Roche          | Peugeot            | s.t.     |
| 8    | Ángel Arroyo           | Reynolds-Galli     | s.t.     |
| 9    | Josep Recio            | Kelme              | s.t.     |
| 10   | Jesús Rodríguez Magro  | Zor-Gemeaz         | a 21"    |